# هولشتاين (سلالة بقر)
الهولستين أو الفريزيان سلالة من أبقار الحليب موطنه شمال غرب ألمانيا أصبحت هذه السلالة الرئيسية في مزارع إنتاج الحليب التجارية في العالم نظراً لغزارة إنتاجها من الحليب، حيث تنتج البقرة الواحدة البالغة ما قد يزيد عن 30 كغم يومياً في المتوسط خلال فترة الإدرار. تبلغ نسبة الدسم في حليب هذه الأبقار حوالي 3.75%، وهي نسبة أقل من تلك في سلالات أخرى مثل السويسرية البنية أو بقرة جيرزي.

## صفات السلالة
تملك الهولستين علامات مميزة، مثل لونها الأبيض والأسود أو الأحمر الداكن. مشهورة بإنتاجها الضخم من الحليب يومياً، بمعدل 23,285 باوند من الحليب سنوياً. نسبة الدسم في حليبها 3.7% والبروتين 3.1 %.
يزن العجل صحيح الجسم حوالي 40 إلى 45 كغ أو أكثر عند الولادة. تزن بقرة الهولستين الناضجة حوالي 580 كغ (1280 باوند) ، وبطول 147 سم (58 إنش). يجب تلقيح البقرة بعمر 13 إلى 15 شهر، عندما تزن 360 كغ (794 باوند). عادة، يكون أول ولادة للبقرة الجديدة بعمر 23 إلى 26 شهر . يكون طول فترة الحمل تسعة ونصف أشهر.